# ブレット・ハート
ブレット・ハート（Bret "Hitman" Hart、本名：Bret Sergeant Hart、1957年7月2日 - ）は、カナダ・アルバータ州カルガリー出身の元プロレスラー。1990年代のWWF（現：WWE）を代表するスーパースターで、「ヒットマン（Hitman）」「処刑の達人（The Excellence of Execution）」などの異名を持つ。オーエン・ハートは実の弟である。
入場時にはサングラス（ヒットマン・シェード）を着用し、観客席の子供にプレゼントしていた。このサングラスも元はインタビューの際の照れ隠しであったなど、あまりマイクアピールなどは得意としなかったが、座右の銘でもある有名な決め台詞として「現在、過去、未来においても俺が最高だ（The Best there is, The Best there Was, and The Best there ever will be）」がある。これは本人がとある映画の台詞からとったもの。

## 来歴

### カルガリー時代
ハート・ファミリーの総帥スチュ・ハートの六男として生まれる。高校時代はレスリングで活躍し、卒業後はハート家の地下に設置されている「ハート・ダンジョン」でミスター・サクラダ、ミスター・ヒトのコーチを受け、1976年にプロレスラーとしてデビュー。
地元カルガリーで父スチュが主宰するスタンピード・レスリングを主戦場に、1978年10月14日にはノーマン・フレデリック・チャールズ3世を破り英連邦ジュニアヘビー級王座を獲得、ダイナマイト・キッドともタイトルを争った。1980年5月にはレオ・バークからフラッグシップ・タイトルの北米ヘビー級王座を奪取。以降、デビッド・シュルツ、バッドニュース・アレン、アーチー・ゴルディーらを抗争相手に、1983年にかけて同王座を通算6回獲得した。1982年7月9日には、カルガリーに遠征してきたニック・ボックウィンクルのAWA世界ヘビー級王座に挑戦している。
この間、1980年6月に新日本プロレスに初来日。以降もジュニアヘビー級の外国人レスラーとして新日本に度々参戦し、藤波辰巳、木村健吾、初代タイガーマスクらの保持するジュニアヘビー級王座に挑戦した。当時の日本では、「カナディアン・ロッキーの新星」なる異名が付けられていた。

### WWFへ

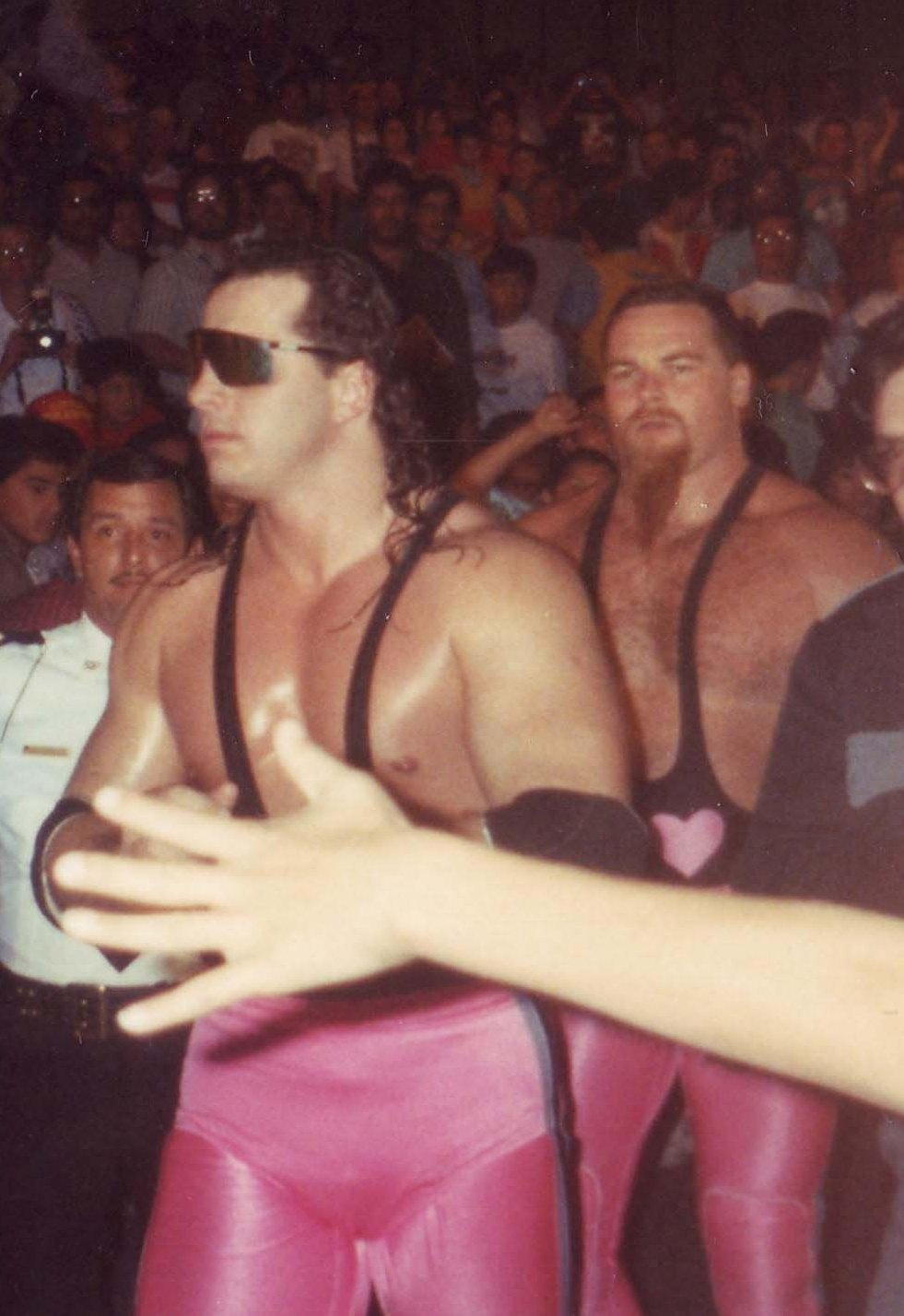
ハート・ファウンデーション

1984年、WWFがスタンピード・レスリングを買収したことに伴い、ダイナマイト・キッド、デイビーボーイ・スミス、ジム・ナイドハートらと共にWWFと契約。同年8月よりWWFマット登場を果たした。当初はカルガリー時代と同様ベビーフェイスのポジションでデビューしたが、1985年に義兄のナイドハートとヒールのタッグチーム、ハート・ファウンデーションを結成。マネージャーには同姓のジミー・ハートを迎え、ルックスもファイトスタイルも対照的なコンビとして売り出される（ナイドハートは「ブレットはポルシェ、俺はタンク」と自分たちを表現した）。
1987年1月26日にはダイナマイト・キッド&デイビーボーイ・スミスのブリティッシュ・ブルドッグスを破り、WWF世界タッグ王座を獲得。以降、ピンクとブラックをテーマカラーに用いるようになる。タイトルは同年10月26日にストライク・フォース（ティト・サンタナ&リック・マーテル）に奪われるが、その後もヒールのタッグチームとして観客のブーイングを浴び続けた。

### ベビーフェイス転向
1988年3月27日、レッスルマニアIVの第1試合で行われたインビテーショナル・バトルロイヤルにおいて、ヒール仲間のバッドニュース・ブラウンに裏切られて優勝を逸したことを機に、ナイドハートと共にベビーフェイスに転向する。以降は人気コンビとして活躍し、ヒットマン・シェードをリングサイドの子供ファンに渡すルーティンも確立。1990年8月27日のサマースラム1990ではデモリッションを下し、2度目のタッグ王座戴冠を果たした。
しかし、1991年3月24日のレッスルマニアVIIにおけるナスティ・ボーイズ戦で王座を流出、それを機にチームを解散し、ブレットはシングルプレーヤーとして活動を開始した。
この間、1990年4月13日に東京ドームで行われた日米レスリングサミットに来日。当時2代目タイガーマスクに変身していた三沢光晴とシングルマッチで戦い、20分時間切れで引き分けている。WWF世界タッグ王座陥落後の1991年3月30日には、当時WWFが業務提携を結んでいたSWSの東京ドーム大会『レッスル・フェストin東京ドーム』にナイドハートとのコンビで出場、マーティ・ジャネッティ&ショーン・マイケルズのザ・ロッカーズから勝利を収めた。4月1日の神戸ワールド記念ホール大会では、新日本プロレス参戦以来となるジョージ高野とシングルマッチで対戦している。

### シングル転向

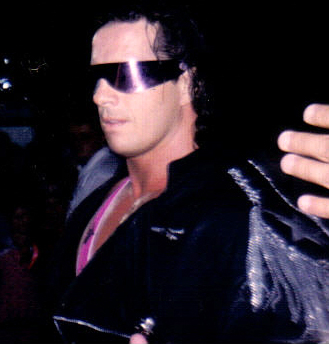
ブレット・ハート（1994年）

シングルプレーヤー転向後の1991年8月26日にはカート・ヘニングを破りインターコンチネンタル王座を獲得。一度ザ・マウンティーに敗れ陥落するも、1992年4月5日のレッスルマニアVIIIでロディ・パイパーを相手に奪回する。同年8月29日にイギリス・ウェンブリーで行われたサマースラム1992で義弟デイビーボーイに敗れ王座を失うが、この3試合は名勝負の多いブレットのキャリアの中でも特に評価が高い（ブレット自身も2006年のWWE殿堂入り式典で、デイビーボーイ戦は生涯最高の試合だったと語った）。
同年10月12日、リック・フレアーを破りWWF世界ヘビー級王座に初戴冠。1993年4月4日のレッスルマニアIXではヨコズナによって王座を奪われるも、翌1994年3月20日のレッスルマニアXで奪回に成功した。
以後、1990年代後半にかけては弟オーエン、ショーン・マイケルズ、ディーゼル等、自身と共に「ニュー・ジェネレーション」と呼ばれた選手たちとWWF世界ヘビー級王座を争う。特に1996年3月31日に開催されたレッスルマニアXIIでのマイケルズとの王座を賭けたアイアンマン・マッチは、敗れはしたものの歴史に残る名勝負として語り継がれている。

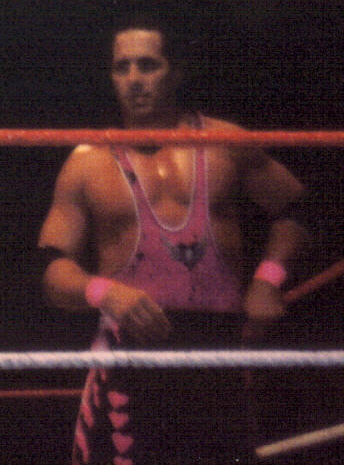
ブレット・ハート（1995年）

ジェリー・ローラーやボブ・バックランドといったベテラン選手とも抗争を展開しており、1995年4月2日のレッスルマニアXIではバックランドとの「シャープシューター対チキンウィング」による、どちらかが "I Quit" と降参を宣告するまで続くアイ・クイット・マッチが行われた。
また、この時期のWWFは人材難だったこともあり、ハクシー、ジャン＝ピエール・ラフィット、アイザック・ヤンカムなどのニューカマーやリニューアル選手の売り出しにも協力を惜しまず、格下の彼らを相手にイン・ユア・ハウスやサマースラム1995などのPPV大会にてシングルマッチを行っている。

### 再びヒールターン
1996年3月31日のレッスルマニアXII以降、ブレットは8か月間に渡ってWWFを欠場する。この間、ケビン・ナッシュやスコット・ホールらをWCWに引き抜かれていたWWFは、ブレットの移籍を阻止するために異例の20年契約を提示。契約は同年10月に締結され、11月17日のサバイバー・シリーズ1996で復帰戦を行うことが決定する。対戦相手はブレット自身の希望もあり、当時ストーン・コールドの新キャラクターでブレイクの兆しを見せ始めていたスティーブ・オースチンが務めることになった。この時点でブレットはベビーフェイス、オースチンはヒールだったが、当時のプロレスファンは品行方正な善玉よりもダーク・ヒーローを求める傾向にあった。
復帰戦以降オースチンとの抗争が始まるが、こうした背景からブレットの敵役であるはずのオースチンは徐々に声援を集めるようになる。観客の嗜好が変化しつつあることを察知したビンス・マクマホンは、人気に陰りの見え始めたブレットにヒール転向を打診。最初は乗り気でなかったブレットも最終的にはその要請に従い、自分とオースチンのポジションを入れ替えること（ダブルターン）に同意した。
1997年3月23日、レッスルマニア13においてブレット対オースチンのサブミッション・マッチが行われる。試合はブレットがレフェリーストップで勝利を収めたが、試合後もオースチンを攻撃し続けるブレットに観客はブーイングを浴びせた。以降は完全なヒールターンを果たし、長期間の「兄弟喧嘩」を続けていたオーエンとも復縁。デイビーボーイやナイドハートらと共にハート・ファウンデーションを再結成し、アメリカを愚弄しカナダを賛美する反米ユニットのリーダーとして活動するようになった。

### モントリオール事件
しかしながら、この時期WWFはWCWへの対抗策としてファミリー路線からD-ジェネレーションXなどのアティテュード路線への転換期で、それに反発するブレットとWWFの関係は悪化した（ブレットの復帰はビンスの思惑ほど視聴率アップにつながらず、トップ・ヒールのポジションもDXのショーン・マイケルズに奪われつつあった）。また、当時WCWとの視聴率戦争に負け続きだったWWFは深刻な財政難に陥っており、高給の選手（ジ・アンダーテイカー、ショーン・マイケルズ、ブレット・ハート）のうち誰かをWCWに移籍させて経営を賄わざるを得ない状況にあった。株式上場について話し合いを持っていた投資会社からバランスシートに長期の負債を抱えるべきではないと忠告されたこともあり、結果として前年に20年契約を結んだばかりのブレットをリリースすることになる。
WCWへ移籍することになったブレットに対しWWFは、彼が保持するWWF世界ヘビー級王座を、同年11月9日にカナダのモントリオールで開催されるサバイバー・シリーズ1997でショーン・マイケルズに負けて明け渡すことを通告。しかし、ブレットは地元カナダで犬猿のマイケルズに敗れることを拒否。この結果ブレットとビンス・マクマホンは、「ブレットがマイケルズにシャープシューターをかけるもレフェリーのアール・ヘブナーが見ていなかったためマイケルズは負けを逃れ、その後ハート・ファウンデーションとD-Xが乱入し、翌日のRAWで王座を返上する」というシナリオにすることで合意した。
しかし当日の試合中、マイケルズがブレットにシャープシューターを仕掛けたところで突如ヘブナーがゴングを要請し試合終了を宣言。ビンス・マクマホンがリングに現れた時点でブレットはビンスにまんまと騙されたと悟った。この様子はドキュメント映画『レスリング・ウィズ・シャドウズ』で舞台裏が紹介され、「モントリオール事件」と呼ばれる事件となった。

### WCW時代
WCWに移籍後nWoにも加入したが、WWF時代のような目覚しい活躍は無かった。1999年5月23日にWWF興行中の事故で実弟のオーエン・ハートを失った際は、ビンス・マクマホンを強く非難した。
同年11月21日、王座決定トーナメント決勝にてクリス・ベノワを破りWCW世界ヘビー級王座を獲得するが、12月19日のビル・ゴールドバーグ戦後に王座を返上。翌日、王者決定戦としてゴールドバーグと再戦しタイトルを奪回。しかし、この試合中に受けたカウンター式の頭部へのトラース・キックが原因で脳震盪を起こし、長期欠場を余儀なくされる。そして2000年10月20日、WCWを解雇され、同28日に引退を発表した。

### 引退後
2002年、自転車を運転中に脳梗塞を起こして転倒し、一時は左半身不随となるもののリハビリを続けて回復した。
引退後もその人気は変わらず、2005年にはビンス・マクマホンと和解を果たし、同年に「自身のベスト・アルバム」として自ら選んだベストマッチをまとめたDVDがWWEより発売された。また、2006年4月1日にはWWE殿堂に迎えられている。ただし、顕彰者は翌日のレッスルマニアのメインイベント前にアリーナに登場し、観客のオベーションを受けることが通例となっているが、ブレットはこれには姿を見せなかった。
以降もWWEとの和解が進み、各地のサイン会などにも積極的に参加。2008年には姪のナタリアがWWEデビュー。ナタリアがFCWでトレーニングしていた当時、彼女の呼びかけで何度かコーチとして来場したことがあるという。

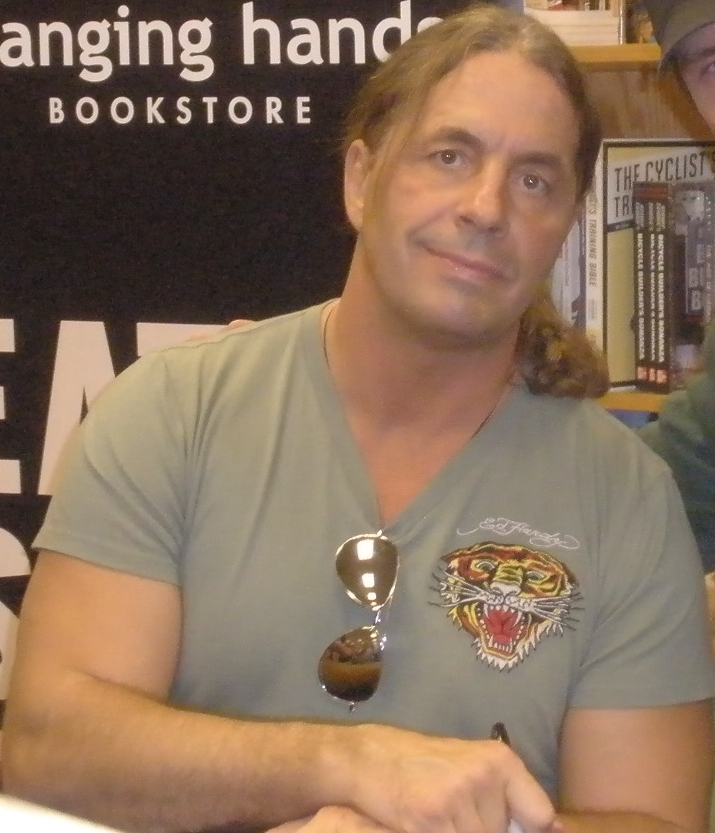
ブレット・ハート（2010年）

2010年、1月4日放送のRAWにおいてゲスト・ホストという形で12年ぶりにWWEに復帰。現在も確執が続いていると思われていたショーン・マイケルズとも抱き合い、和解したことを番組内で公表した。しかし、ビンス・マクマホンとの軋轢はまだ残っているという設定のもと遺恨アングルを展開、3月28日のレッスルマニアXXVIではビンスとの因縁のシングル対決が行われた。なお、前日の3月27日には父スチュ・ハートのWWE殿堂入りのインダクター（プレゼンター）を務めている。
5月17日放送のRAWにおいてザ・ミズを破り、US王座を獲得。その後RAWのGMに就任したため王座を返上したが、ネクサスに襲われ負傷し、GMを辞任した。以降はハウス・ショーなどに出場していたが、サマースラム開催直前のRAWに再び登場。サマースラムにて行われる7対7エリミネーション・マッチのチームWWEのメンバーに起用され、試合ではボディスラムを放つなど活躍した。
サマースラム以後は再び表舞台への出番はなくなったものの、2011年5月22日に行われたWWEオーバー・ザ・リミットでのジェリー・ローラーとマイケル・コールの "キス・マイ・フット" マッチの試合中に登場し、ローラーを援護。翌日のRAWでもメイン戦に出場し、CMパンクをシャープシューターでタップアウトさせている。
2012年7月23日のRAW1000回記念放送 "RAW 1000" では元インターコンチネンタル王者として、クリスチャン対ザ・ミズのIC王座戦のゲスト・リングアナウンサーを務めた。
2019年4月6日、ジム・ナイドハートとの "オリジナル" ハート・ファウンデーションとして、再びWWE殿堂に迎えられた。ニューヨーク州ブルックリンのバークレイズ・センターで開催された殿堂入り式典では、姪のナタリアがインダクターを務めた。

## エピソード
- サソリ固めを世界に紹介したのはブレットとされている。日本でのファイト時に長州力が使っていたのを見知ってはいたが、自分の技にはしていなかった。あるときロード・エージェントのパット・パターソンに関節技を使うように言われ、控室で「スコーピオン・デスロックのやり方を誰か教えて欲しい」と乞うたところコナンがやり方を手ほどきしてくれ、習得した[14]。ブレットの人気の上昇と共にシャープシューターとしてアメリカでもメジャーな技になっていった。ちなみにブレットは左利きである為、左足を軸に技を掛ける（通常は右）。
- 周囲に馴染めずにいた新人時代のザ・ロックに、すでにトップスターであったブレットが自らアドバイスをするなどして周囲に溶け込むサポートをしたという。
- バックステージでのブレットとショーン・マイケルズの仲は険悪であった。ブレットが一時映画界進出のためにプロレスから離れていた頃にマイケルズはD-ジェネレーションXのリーダーとしてトップに君臨したが、厳格なプロレスラー一家に育ったブレットはD-Xの下品なパフォーマンスによってトップにのし上がったマイケルズを批判。マイケルズもブレットとWWFとの大型契約を話題にし、WWFに尽くしてきた自分よりもブレットが高いギャラをもらうことは有り得ないと非難。その後も泥酔していたマイケルズが番組放送中にブレットのプライベートを暴露し、それに激怒したブレットと殴り合いの喧嘩をしたという逸話も残っている[10]。しかし、2010年1月4日放送のRAWにて両者とも和解を公表した。
- 趣味はイラスト描き。サイン会では直筆のイラストをプレゼントするなどしている。
- 上記の2019年4月6日に行われた殿堂入り式典でスピーチ中に男が乱入し、暴動を起こすという事態が起こった。すぐに男はナタリアらスーパースター達に取り押さえられ、ブレットは怪我を負ったが命に別条は無かった。これはアングル上のものなどではなく、実際に起こったアクシデントであった[15]。

## 得意技
- シャープシューター

「サソリ固め」と同じ技であるが、ブレットのシャープシューター（Sharpshooter）は、ブレットが左利きと言うこともあり、絡める自身の足・ロックする相手の足ともに、通常の「サソリ固め」とは逆である。トップロープから飛んで来た相手を仕留める場合や自らがダウンした状態等々、どのような体勢からでもこの技に入ることができる。シャープシューターとは「狙撃手」の意。
- パイルドライバー
- ペンデュラム・バックブリーカー（大型の相手でもバランスよく持ち上げた。ブレットの高い技量が窺い知れる技）
- ロシアン・レッグ・スウィープ
- マンハッタン・ドロップ（直後にチラッと後方を確認して後ろ向きにロープに走り、クローズラインに繋げるのが定番のムーブ）
- 高速レッグ・ドロップ
- ブルドッギング・ヘッドロック
- ダイビング・エルボー・スタンプ（手首をもう一方の手で固定して両膝を着くように落とす独特のムーブ）
- 鉄柱4の字（技巧派ヒールの定番技である、この技の元祖。当然反則）
- ビクトリー・ロール（高角度前方回転エビ固め。シャープシューターを警戒する相手に不意打ち的に繰り出した）

## 獲得タイトル
- スタンピード・レスリング
  - 北米ヘビー級王座 : 6回
  - 英連邦ミッドヘビー級王座 : 3回
  - インターナショナル・タッグ王座（カルガリー版） : 5回（w / キース・ハート×4、レオ・バーク）

- WWC
  - WWCカリビアン・タッグ王座 : 1回（w / スミス・ハート）

- WWF / WWE
  - WWF世界ヘビー級王座 : 5回
  - WWFインターコンチネンタル王座 : 2回
  - WWF世界タッグ王座 : 2回（w / ジム・ナイドハート）
  - WWE US王座 : 1回
  - ロイヤルランブル優勝（レックス・ルガーと同時優勝）
  - WWE殿堂 : 2006年（インダクターはストーン・コールド・スティーブ・オースチン） 、2019年（ハート・ファウンデーションとして）

- WCW
  - WCW世界ヘビー級王座 : 2回
  - WCW USヘビー級王座 : 4回
  - WCW世界タッグ王座 : 1回（w / ゴールドバーグ）